# Théorème du bagel au pavot
Pour les articles homonymes, voir Bagel (homonymie).
Le théorème du bagel au pavot (poppy-seed bagel theorem) est un énoncé de physique mathématique décrivant les conditions pour que des particules se repoussant les unes les autres et confinées à une surface ou dans un volume s'y répartissent de manière uniforme.

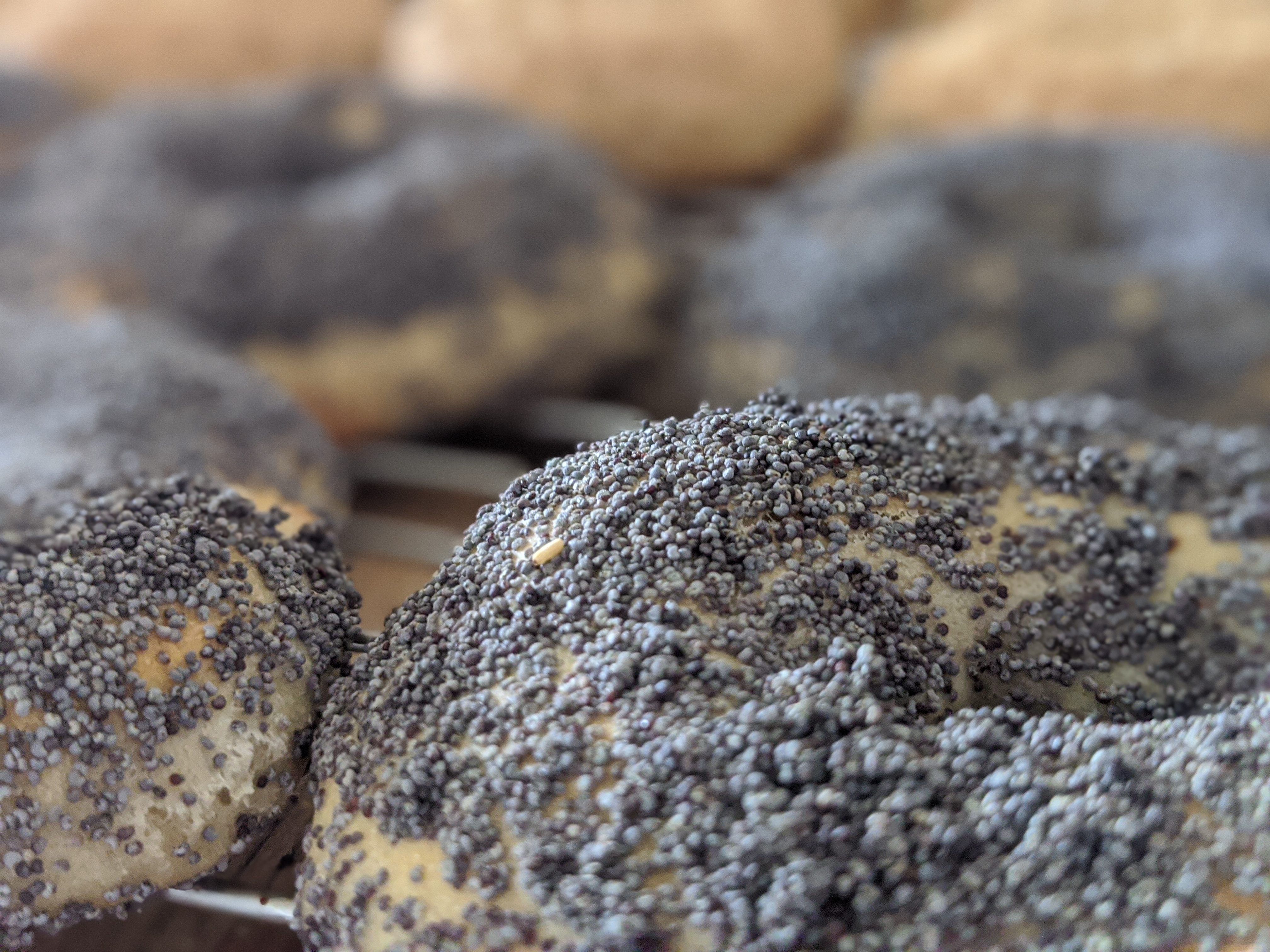
Bagel au pavot

Le théorème s'applique lorsque la force de répulsion entre les particules est inversement proportionnelle à la distance entre celles-ci élevée à la puissance s, où s est un nombre positif. C'est donc par exemple  le cas d'un ensemble d'électrons soumis à la loi de Coulomb, ou de particules soumises à des potentiels de Riesz ou d'autres interactions décrites en théorie du potentiel. 
Pour N particules, il existe un état d'équilibre stable dépendant de la valeur de s, qui minimise l'énergie potentielle associée au système. Dans le cas d'un grand nombre de particules, une telle configuration crée une discrétisation du sous-ensemble dans lequel sont contraintes les particules.
Le théorème du bagel précise les conditions pour lesquelles cette discrétisation est uniforme. Pour catégorie assez large de sous-ensembles, l'uniformité est vérifiée lorsque le paramètre {\displaystyle s} est supérieur ou égal à la dimension du sous ensemble.
Par exemple, lorsque les points (les grains de pavot) sont confinés à la surface à 2 dimensions d'un tore (la surface d'un bagel), plongé dans un espace à 3 dimensions, si les points se repoussent avec une force proportionnelle à l'inverse du carré de leur distance (s = 2), les points se répartiront uniformément sur la surface du tore s'ils sont en nombre suffisant, puisque le tore est une surface de dimension deux. Toute force répulsive plus puissante (s > 2) aura la même propriété.

## Définitions
Soit un paramètre s > 0 et un ensemble de N points {\displaystyle \omega _{N}=\{x_{1},\ldots ,x_{N}\}\subset \mathbb {R} ^{p}} dans un espace de dimension p. On définit la s-énergie des points comme suit:{\displaystyle E_{s}(\omega _{N})=\sum _{\stackrel {1\leq i,j\leq N}{i\not =j}}{\frac {1}{|x_{i}-x_{j}|^{s}}}}Pour tout sous-ensemble compact {\displaystyle A} de l'espace, on définit son énergie minimale à N points par.{\displaystyle {\mathcal {E}}_{s}(A,N)=\min _{\omega _{N}\subset A}E_{s}(\omega _{N})}où le minimum est pris sur tous les sous-ensembles de N points de A ; c'est-à-dire, {\displaystyle \omega _{N}\subset A}. Une répartition de N points sur la surface A  minimisant Es est appelée configuration de s-équilibre à N points

## Théorème du bagel pour les parties mesurables
Supposons que l'ensemble {\displaystyle A\subset \mathbb {R} ^{p}} soit compact et Lebesgue-mesurable de mesure {\displaystyle \lambda (A)>0} et que {\displaystyle s\geqslant p}. Pour tout {\displaystyle N\geqslant 2}, étant donnée une configuration d'équilibre à N points  {\displaystyle \omega _{N}^{*}=\{x_{1,N},\ldots ,x_{N,N}\}}, on définit la mesure μN{\displaystyle \mu _{N}:={\frac {1}{N}}\sum _{i=1}^{N}\delta _{x_{i,N}},}où {\displaystyle \delta _{x}} est une masse ponctuelle en {\displaystyle x}. Sous ces hypothèses, 
{\displaystyle \mu _{N}{\stackrel {*}{\rightarrow }}\mu ,}
c'est-à-dire que la mesure μN converge (au sens de la  convergence faible des mesures) vers la mesure μ, où μ est  la mesure de  Lebesgue restreinte à A ; soit, {\displaystyle \mu (B)=\lambda (A\cap B)/\lambda (A)}. 
De plus, on a{\displaystyle \lim _{N\to \infty }{\frac {{\mathcal {E}}_{s}(A,N)}{N^{1+s/p}}}={\frac {C_{s,p}}{\lambda (A)^{s/p}}},}où  {\displaystyle C_{s,p}} est une constante indépendante de l'ensemble {\displaystyle A} et donc,{\displaystyle C_{s,p}=\lim _{N\to \infty }{\frac {{\mathcal {E}}_{s}([0,1]^{p},N)}{N^{1+s/p}}},}où {\displaystyle [0,1]^{p}} est le cube unité de {\displaystyle \mathbb {R} ^{p}}.

## Théorème du bagel pour les variétés
Soit A  une variété différentielle de dimension d  plongée dans {\displaystyle \mathbb {R} ^{p}} et σ une mesure géométrique sur cette variété. On suppose de plus que {\displaystyle \sigma (A)>0} et  {\displaystyle s\geqslant d}. Pour chaque {\displaystyle N\geqslant 2} étant donnée une configuration minimale {\displaystyle \omega _{N}^{*}=\{x_{1,N},\ldots ,x_{N,N}\}}, on pose de même{\displaystyle \mu _{N}={\frac {1}{N}}\sum _{i=1}^{N}\delta _{x_{i,N}}.}Alors, on a,{\displaystyle \mu _{N}{\stackrel {*}{\rightarrow }}\mu ,}la mesure μN converge (au sens de la  convergence faible des mesures) vers la mesure μ, où μ est la mesure géométrique normalisée {\displaystyle \mu (B)=\sigma (A\cap B)/\sigma (A)}. Si {\displaystyle H^{d}} est la mesure de Hausdorff de dimension d normalisée de sorte que  {\displaystyle H^{d}([0,1]^{d})=1}, alors,{\displaystyle \lim _{N\to \infty }{\frac {{\mathcal {E}}_{s}(A,N)}{N^{1+s/d}}}=2^{s}\alpha _{d}^{-s/d}\cdot {\frac {C_{s,d}}{(H^{d}(A))^{s/d}}},}où {\displaystyle \alpha _{d}=\pi ^{d/2}/\Gamma (1+d/2)} est le volume d'une d-boule.

## La constanteCs,p
Pour {\displaystyle p=1}, on sait  que {\displaystyle C_{s,1}=2\zeta (s)}, où {\displaystyle \zeta (s)} est la fonction zêta de Riemann. En utilisant une approche basée sur une forme modulaire pour la programmation linéaire, Viazovska et ses coauteurs ont établi dans un article de 2022 qu'en dimensions {\displaystyle p=8} et {\displaystyle p=24}, les valeurs de {\displaystyle C_{s,p}}, {\displaystyle s>p}, sont donnés par la fonction zêta d’Epstein associées respectivement au réseau E8 et  au réseau de Leech. On suppose que pour {\displaystyle p=2}, la valeur de {\displaystyle C_{s,p}} est déterminée de la même manière comme la valeur de la fonction zêta d'Epstein pour le treilis hexagonal. Enfin, pour toutes dimensions {\displaystyle p\geq 1} on sait que lorsque {\displaystyle s=p}, la convergence de {\displaystyle {\mathcal {E}}_{s}(A,N)} devient {\displaystyle N^{2}\log N} plutôt que {\displaystyle N^{2}=N^{1+s/p}}, et la valeur de {\displaystyle C_{s,p}} peut être calculée explicitement puisqu’elle est égale au volume de la p-boule : {\displaystyle C_{s,p}=H^{p}({\mathcal {B}}^{p})={\frac {\pi ^{p/2}}{\Gamma (1+p/2)}}.}Il existe une relation entre la constante {\displaystyle C_{s,p}} et le problème de l'empilement compact de sphères : {\displaystyle \lim _{s\to \infty }(C_{s,p})^{1/s}={\frac {1}{s}}\left({\frac {\alpha _{p}}{\Delta _{p}}}\right)^{1/p},}où {\displaystyle \alpha _{p}} est le volume de la p-boule et {\displaystyle \Delta _{p}=\sup \rho ({\mathcal {P}}),}où la borne supérieure est prise sur toutes les familles {\displaystyle {\mathcal {P}}} de boules unitaires qui ne se chevauchent pas de telle sorte que la limite{\displaystyle \rho ({\mathcal {P}})=\lim _{r\to \infty }{\frac {\lambda \left([-r,r]^{p}\cap \bigcup _{B\in {\mathcal {P}}}B\right)}{(2r)^{p}}}}existe.